# Matthew Chambers
Matthew Guy Charles Chambers es un actor y director inglés, más conocido por interpretar a Daniel Granger en la serie Doctors.

## Biografía
En 1998 asistió al Webber Douglas Academy of Dramatic Art de donde se graduó en el 2000.
Matthew sale con Aisha Chambers, la pareja tiene dos hijos.

## Carrera
En el 2001 apareció en la comedia People Like Us junto al actor David Tennant. 
En el 2003 se unió al elenco de la primera temporada de la serie Mile High donde interpretó a John Bryson.
En el 2005 interpretó al oficial de la policía Will Richards en dos episodios de la serie Family Affairs.
En el 2006 apareció como invitado en la serie médica Holby City donde interpretó a Robert Lucas en el episodio "Brother's Keeper", anteriormente había aparecido por primera vez en la serie en el 2003 donde interpretró a Cameron Andrews durante el episodio "Going It Alone".
El 9 de julio de 2007 se unió al elenco principal de la serie británica Doctors donde interpreta al doctor Daniel Granger, hasta ahora. Anteriormente había aparecido por primera vez en la serie en el 2005 donde interpretó a Peter Lawson durante el episodio "Brothers".

## Filmografía

### Series de televisión
| Año           | Serie                 | Personaje          | Notas                       |
| ------------- | --------------------- | ------------------ | --------------------------- |
| 2005-presente | Doctors               | Dr. Daniel Granger | 1,402 episodios             |
| 2007          | The Time of Your Life | Frank              | episodio # 1.2              |
| 2007          | Doctor Who            | Hal Korwin         | episodio "42"               |
| 2006          | Holby City            | Robert Lucas       | episodio "Brother's Keeper" |
| 2005          | Family Affairs        | Will Richards      | 2 episodios                 |
| 2004          | As If                 | Christian          | 2 episodios                 |
| 2003          | Mile High             | John Bryson        | 13 episodios                |

### Películas
| Año  | Título                                | Personaje          | Notas                                                                                    |
| ---- | ------------------------------------- | ------------------ | ---------------------------------------------------------------------------------------- |
| 2011 | Redemption, Inc                       | Chauncy            | corto - junto a Max Horner, Greg Depetro, Jill Jordan & Adrienne Rusk                    |
| 2011 | Patient 17                            | No Name            | junto a Hannah Waterman, Jonathan Linsley, Cornelius Macarthy, Ojan Genc & Sophie Walton |
| 2008 | Lady Godiva                           | Michael Bartle     | junto a Phoebe Thomas, James Wilby, Isabelle Amyes & Eric Carte                          |
| 2006 | Attack Force                          | Seth               | junto a Steven Seagal, Lisa Lovbrand, David Kennedy & Adam Croasdell                     |
| 2005 | D'Artagnan et les trois mousquetaires | Duke de Buckingham | junto a Vincent Elbaz, Emmanuelle Béart, Tchéky Karyo & Heino Ferch                      |
| 2003 | Final Demand                          | Kieran Turner      | junto a Tamzin Outhwaite, Liam Cunningham, Simon Pegg & Archie Panjabi                   |

### Director
| Año         | Título  | Notas                  |
| ----------- | ------- | ---------------------- |
| 2011 - 2013 | Doctors | 6 episodios - director |

### Apariciones
| Año  | Programa         | Notas          |
| ---- | ---------------- | -------------- |
| 2009 | Hole in the Wall | episodio # 2.3 |

## Premios y nominaciones
| Año  | Categoría                                                   | Premio             | Serie   | Resultado |
| ---- | ----------------------------------------------------------- | ------------------ | ------- | --------- |
| 2019 | Villain of the Year                                         | British Soap Award | Doctors | Nominado  |
| 2018 | Best On-Screen Partnership (junto a Elisabeth Dermot-Walsh) | British Soap Award | Doctors | Nominados |
| 2017 | Best On-Screen Partnership (junto a Elisabeth Dermot-Walsh) | British Soap Award | Doctors | Nominados |
| 2013 | Best On-Screen Partnership (junto a Elisabeth Dermot-Walsh) | British Soap Award | Doctors | Nominados |
| 2012 | Best On-Screen Partnership (junto a Elisabeth Dermot-Walsh) | British Soap Award | Doctors | Nominados |